# Daniel Müller (Politiker, 1661)

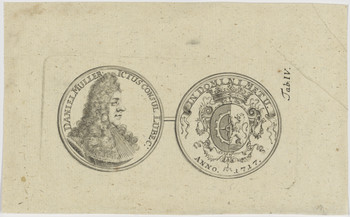
Daniel Müller (1717)

Daniel Müller (* 1661 in Kirchwerder; † 12. Januar 1724 in Lübeck) war ein deutscher Jurist, Politiker und Bürgermeister der Hansestadt Lübeck.

## Leben
Daniel Müller war Sohn des Pastors Jakob Müller an St. Severini in Kirchwerder in den Vierlanden. Er studierte von 1681 bis 1684 Rechtswissenschaften an den Universitäten Gießen und Straßburg. Seine Grand Tour führte ihn durch Frankreich, England und die Niederlande. 1685 kehrte er in seine Heimatstadt Lübeck kurzzeitig zurück und reiste dann nach Kopenhagen. Von dort begleitete er einen dänischen Adligen auf seiner Grand Tour 1688 bis 1690 als Hofmeister nach Wien, Italien und die Niederlande. Er wurde Sekretär des dänischen Kanzlers und Geheimen Rates Conrad von Reventlow. 1695 wurde er Ratssekretär in Lübeck. 1708 wurde er in den Lübecker Rat erwählt  und im Rat 1717 zum Lübecker Bürgermeister bestimmt.
Eine Tochter Müllers heiratete den Lübecker Ratsherrn Georg Heinrich Gercken.